# Bandera de Arnuero
La bandera de Arnuero es uno de los símbolos del municipio español de Arnuero (Cantabria), junto a su escudo. Es de paño rectangular, de proporciones 2:3, de color azul celeste, con una franja blanca de anchura 1:3 de la altura del paño, desde el ángulo inferior del asta al superior del batiente.
La bandera fue adoptada en sesión plenaria celebrada por el Ayuntamiento el día 26 de abril de 1996 siendo autorizada por el Consejo de Gobierno de Cantabria el día 10 de junio de 1996, previo informe favorable emitido por la Real Academia de la Historia.